# Isamu Akasaki
Isamu Akasaki (Japans: 赤崎 勇, Akasaki Isamu) (Chiran, 30 januari 1929 – Nagoya, 1 april 2021) was een Japanse natuurkundige. In 2014 won hij samen met Hiroshi Amano en Shuji Nakamura de Nobelprijs voor Natuurkunde voor de uitvinding van efficiënte blauwlichtdiodes die energiebesparende witte verlichting mogelijk maken.

## Biografie
Akasaki studeerde vanaf 1952 elektrotechniek aan de Universiteit van Kioto. Aansluitend volgde zijn promotie aan de Universiteit van Nagoya. In de jaren zestig en zeventig werkte hij op het gebied van de opto-elektronica en leds, onder andere bij bedrijven zoals Matsushita, waar hij de techniek van metaalorganische dampepitaxie (MOVPE) gebruikte voor de fabricage van zuivere kristallen galliumnitride (GaN).
In 1981 en de daaropvolgende jaren werkte hij op de Universiteit van Nagoya. Hier paste hij MOVPE toe, en eind jaren tachtig slaagden hij en zijn promovendus Amano erin zuivere kristallen galliumnitride op een substraat van saffier te laten groeien, dat als halfgeleider gebruikt kon worden voor de fabricage van efficiënte blauwlichtleddiodes. Zijn tweede doorbraak was in 1989, toen hij erin slaagde om met een laagenergetische laserbundel galliumnitride te doteren. Het jaar erop maakt Akasaki de eerste blauwlichtled. Zijn uitvinding bracht een nieuwe markt op gang van opto-elektronische apparaten, en het Akasaki-instituut aan de Nagoya-universiteit werd in 2006 opgericht dankzij de royalty's op zijn octrooien. Zelf werd Akasaki in 2009 onderscheiden met de Kyotoprijs en in 2011 met de IEEE Edison Medal.
Na zijn pensionering in 1992 aan de Nagoya-universiteit werd hij hoogleraar aan de Graduate School of Sciences & Technology van de Meijo-universiteit en sinds 2004 Distinguished Professor aan de Nagoya-universiteit.
Akasaki overleed op 92-jarige leeftijd aan de gevolgen van een longontsteking.